# Kaolin (groupe)
Pour les articles homonymes, voir Kaolin (homonymie).
Kaolin est un groupe de rock français, originaire de Montluçon, dans l'Allier. Leur style musical, aux influences diverses mais aux textes résolument attachés à la langue française, peut s'apparenter tantôt à un post-rock atmosphérique, tantôt à une power pop agressive.
Tout au long de leur carrière, qui compte deux EP auto-produits et cinq albums studio, ils ont collaboré avec Les Valentins, Paul Corkett (The Cure, Placebo) et Dave Fridmann (Mogwai, The Flaming Lips, Weezer). Le groupe se sépare en 2014.

## Biographie

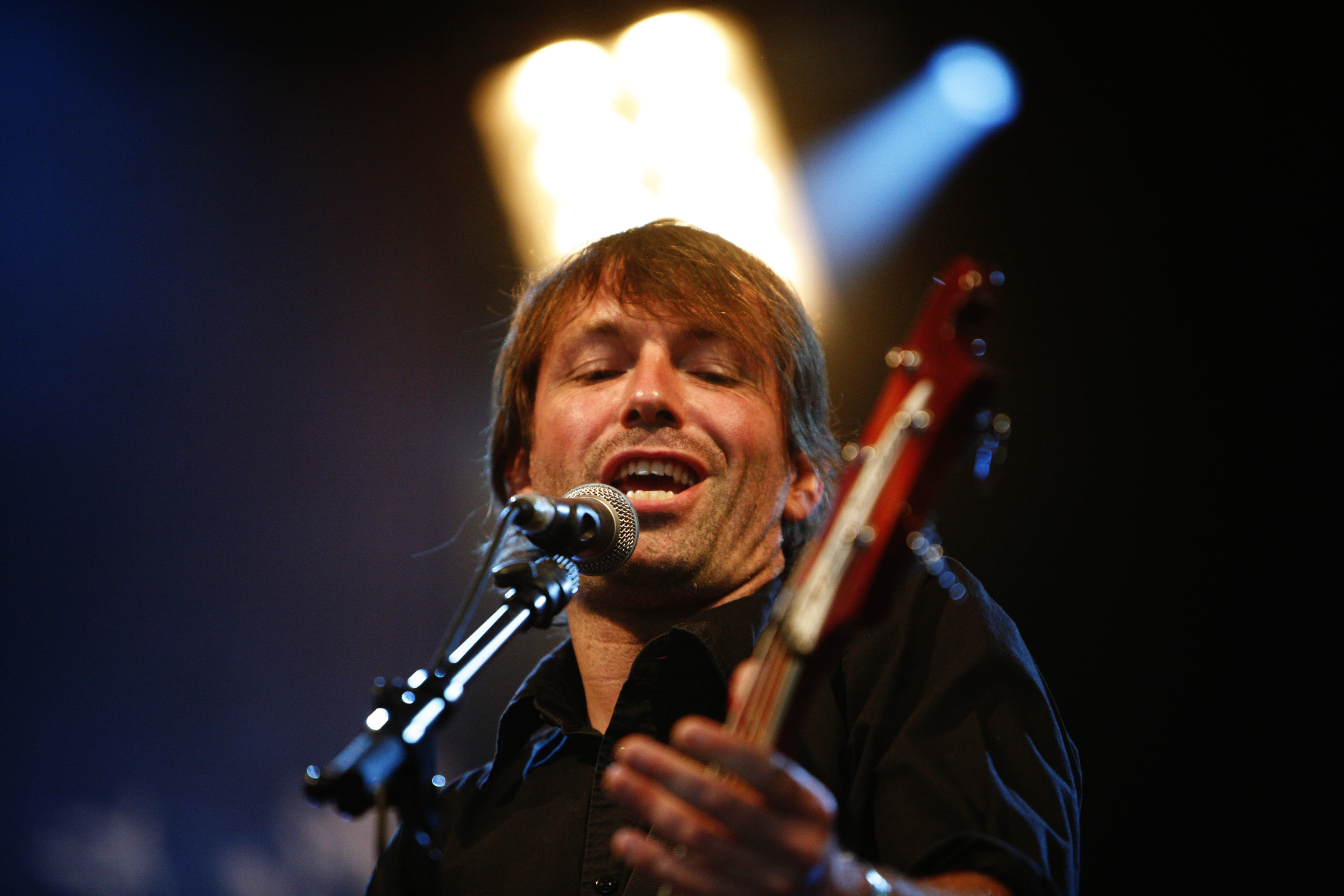
Guillaume Cantillon.

Formés de Montluçon, ils restent attachés à leur Bourbonnais et continuent de répéter dans cette ville (les frères Cantillon habitent à Amiens dans le nord de la France jusqu'à environ 10 ans).
Le groupe publie un premier EP, intitulé Purs moments en 1999. En 2002, leur premier album Allez est une réussite et passe régulièrement sur les radios rock. À la suite du succès mitigé du deuxième album, De retour dans nos criques, sorti en 2004, Barclay, leur maison de disque, décide d'arrêter leur collaboration, préférant des artistes plus rentables[réf. nécessaire].
Le troisième album Mélanger les couleurs sort en septembre 2006 sur le label indépendant At(h)ome. Ce sera alors leur plus gros succès populaire et commercial, principalement grâce au tube Partons vite très proche d’I Want You de Bob Dylan, ce qui peut expliquer en partie l'affection du public pour ce titre et la désapprobation des autres ainsi que certains fans des débuts. Cette ressemblance est totalement assumée et revendiquée par le groupe[réf. nécessaire]. 
En parallèle, le chanteur Guillaume Cantillon mène une carrière solo, qui lui permet d'évoquer des sujets plus personnels. En 2008, il sort son premier album intitulé Des ballons rouges sous le label indépendant Cinq7.
En octobre 2010, après quatre ans d'attente, Kaolin sort son quatrième album, Kaolin, réalisé par Jean-Louis Piérot. Leur cinquième album, Un souffle sur la roche, sort en septembre 2013. Les membres du groupe annoncent leur séparation le 5 juin 2014[réf. nécessaire].
Depuis 2017, Guillaume Cantillon poursuit une carrière solo sous le nom de Courcheval[réf. nécessaire], le LP est sortie en octobre 2022.

## Membres
- Vivien Bouchet - guitare, chant
- Guillaume Cantillon - chant, basse
- Julien « June » Cantillon - guitare, chant
- Ludwig « Lulu » Martins - guitare, chant
- Olivier Valty - batterie